# Combate de las Piedras
El Combate de Las Piedras se produjo a orillas del río de las Piedras, en la actual provincia de Salta, Argentina, el 3 de septiembre de 1812 durante la Guerra de Independencia de la Argentina. Manuel Belgrano, al mando  del ejército auxiliar del Perú, obtuvo allí una victoria que le permitió levantar la moral tras la retirada desde el Alto Perú y el abandono de las ciudades de Salta y San Salvador de Jujuy luego del fracaso de la primera expedición auxiliadora al Alto Perú.

## Antecedentes inmediatos
Belgrano se había hecho cargo del Ejército Auxiliar del Perú en la Posta de Yatasto el 26 de marzo de 1812. Ante el avance realista la situación se volvió muy crítica y a mediados de julio supo que las avanzadas realistas llegaban a La Quiaca y decidido a no dejar en manos del enemigo nada que le pudiese ser útil, organizó durante agosto el llamado Éxodo Jujeño, ordenando a la población civil replegarse junto con el ejército y quemar todo lo que quedase detrás, para entorpecer el avance enemigo.
La retaguardia del ejército, comandada por el mayor general Eustoquio Díaz Vélez había partido el 21 de agosto de Humahuaca y el 23 abandonó San Salvador de Jujuy con la población civil. Desde allí marcharía cubriendo con sus guerrillas integrada por los "Patriotas Decidios", voluntarios y gauchos jujeños, el Camino de Las Postas hacia Campo Santo y luego por Cabeza del Buey hacia San José de Metán. Las fuerzas realistas con 600 hombres al mando de los coroneles Llanos y Agustín Huici ocuparon seguidamente San Salvador de Jujuy y el 1 de septiembre la ciudad de Salta. Asediaban permanentemente a las fuerzas de Díaz Vélez, quien tenía órdenes de no comprometer un combate. Sin embargo, fue alcanzado y se trabó un intenso tiroteo que terminó con la retirada de Díaz Vélez y la pérdida de hombres, armas y equipos. Esta retirada de 10 km lo hizo hacia donde se encontraba Belgrano con todas sus fuerzas.

## El combate
El parte que el general Belgrano envió al Superior Gobierno relató lo siguiente:

Ayer (3 de septiembre de 1812) a las dos de la tarde, cargó el enemigo, en número de seiscientos hombres, con tanta furia sobre mi retaguardia, que se mezcló con ella y llegó al frente de mi posición al sud del Río de las Piedras casi a un tiempo; en consecuencia, hice lugar la artillería que se hallaba al mando del barón de Holmberg y mandé que, por el costado derecho, saliesen Don Carlos Forest, capitán del N° 1, con la parte de la División de Cazadores que tengo a su cargo; Don Miguel Aráoz, comandante 2° del N° 6, por el costado izquierdo con cien hombres de Pardos y Morenos, y la Caballería, al mando del Mayor General D. Eustoquio Díaz Vélez, con su segundo, el Teniente Coronel D. Juan Ramón Balcarce, por el centro; avanzaron todos con intrepidez, Jefes, Oficiales y Tropa, y la victoria coronó sus nobles y generosos esfuerzos poniendo en fuga vergonzosa al enemigo, quien dejó en el campo de batalla dos oficiales y cincuenta y ocho soldados muertos, y ciento cincuenta fusiles y cuarenta soldados que se hicieron prisioneros, no habiendo tenido, de nuestra parte más que seis heridos, entre los cuales el digno Don Miguel Aráoz, y muertos gloriosamente el Capitán Don Manuel Mendoza, un sargento de Húsares y un soldado.

Asimismo, en el oficio que dirigió al gobernador de Córdoba decía: 

Las armas de la Patria han logrado, ayer tarde, una victoria completa: 150 armas han caído en nuestro poder, 40 prisioneros, y han muerto 60 (de los enemigos), que han abandonado el campo con la fuga más vergonzosa, no habiendo de nuestra parte más que 3 muertos y 6 heridos. Hágalo V.S. saber por bando a los pueblos de su jurisdicción, convocándolos igualmente a dar gracias al Todopoderoso, con misa solemne y Tedéum, disponiendo se anuncien tan plausibles noticias con repique general de campanas.

El coronel Huici, que se había adelantado hasta la localidad de Trancas, cayó prisionero y fue de inmediato trasladado a San Miguel de Tucumán. Este enfrentamiento sirvió para levantar la moral de las tropas. Continuó Belgrano sin embargo su retirada hacia el río Blanco y luego hacia el río Pasaje (o Juramento). 
Este combate se encuentra en la versión completa del Himno Nacional Argentino. En el verso que enumera las victorias patriotas se canta  "...ambas Piedras, Salta y Tucumán...", en referencia a dos contiendas diversas: una, que se dio en el Molino de las Piedras, triunfo de José Gervasio Artigas, el 18 de mayo de 1811, en la Banda Oriental, y la otra, que correspondió Manuel Belgrano la del Río de las Piedras, de 1812.

## Segundo combate de las Piedras
Luego de obtenido el triunfo en la batalla de Tucumán el 24 de septiembre de 1812, una vanguardia al mando de Cornelio Zelaya fue enviada por Belgrano en persecución de las fuerzas realistas que retornaban a Salta. El 30 de septiembre se produjo un segundo enfrentamiento sobre el río de las Piedras que resultó también favorable a las fuerzas de Belgrano.

Exmo. Señor:

El benemerito capitan D. Cornelio Zelaya me dá parte con fecha 30 del pasado, de haber rendido en el Rio de las Piedras una partida enemiga de 38 hombres al mando del alférez D. José Domingo Vidart, después de cerca de una hora de fuego, en que tuvo 5 heridos, y los contrarios 8, y apoderándose del expresado alférez, un sargento, y nueve soldados con 18 fusiles, 6 rifles, 2 pistolas, 3 trabucos, y 3 machetes.

Son muy constantes los servicios de este digno oficial desde que subió al Perú, y desde que tengo el mando de este exército, soy testigo de su aplicación, zelo, constancia, y valor, y le hallo acreedor á que V. E. lo premie y distinga como corresponde, para que en algún modo vea la compensación de sus continuadas, y arriesgadas fatigas, y tenga un testimonio de que ellas son de su superior aprobación.

Dios guarde á V. E. muchos años. Tucumán 5 de octubre de 1812.

—Exmo. Sr.—Manuel Belgrano.

—Exmo. Superior Gobierno de las provincias unidas del Rio de la Plata.